# La Maison Golden
La Maison Golden est un roman anglais de Salman Rushdie publié par l'éditeur Random House en 2017, et en français par les éditions Actes Sud en 2018.

## Scénario
Début 2009, le jour de la première investiture de Barack Obama, la famille Golden, inconnue, arrive directement de l'aéroport en limousine Daimler, et s'installe dans la Residence Murray, MacDougal Street (en), Greenwich Village, à Manhattan (New York). Fin 2017, la maison Golden est juste bonne à raser : ainsi prend fin la saga Golden. Ces huit années d'une famille américaine sont racontées par un jeune voisin, dont la vie, jusque là protégée par les livres, est tout autant bouleversée par cette fréquentation : C'était un homme puissant, non, plutôt un homme très amoureux de l'idée de sa propre puissance. [...] C'était une présence tapageuse et pas forcément courtoise mais il était immensément riche, de sorte qu'il se fit bien sûr accepter, mais dans notre petite communauté du centre-ville faite d'artistes, de musiciens et d'écrivains il n'était, dans l'ensemble, pas très populaire (p. 12).
Deux exceptions à l'unité de lieu : le réveillon 2010 dans une propriété Vanderbilt sur une île privée au large de Miami Beach (Floride) pendant lequel Vasilisa conquiert Néron, et le bref voyage d'Apu et Ubah à Mumbai (Maharashtra, Inde), où on semble connaître les trois fils Golden comme les Marx Brothers, Harpo, Groucho, Chico.
Deux exceptions à l'unité de temps (les deux mandats présidentiels de Barack Obama, y compris la campagne de Batwoman, dont une partie du scénario revien(drai)t à René et Sushi) : le passé qu'on voudrait oublier mais qui remonte, le futur apocalyptique annoncé et redouté (désormais mené par le Super-vilain)...
Les trois fils finissent par quitter la maison familiale. René, devenu orphelin, quitte sa résidence, et s'installe provisoirement dans divers lieux, dont la maison Golden.
Néron faisait publiquement l'aveu de sa propre folie, de sa malfaisancce, de sa mégalomanie et du sort tragique qui l'attendait et aussi qu'il se riait de tout cela, qu'un tel homme jetait le gant au pied du destin et claquait des doigts sous le nez menaçant de la mort... (p. 13). Tour à tour perçu comme majestueux, monstrueux, diabolique, il se cachait, en premier lieu, derrière les langues mortes (p. 49) : les prénoms des Golden ont été choisis par eux-mêmes. Plus tard, il se révèle, de plus en plus, plus humain, terriblement humain, danseur remarquable, pénitent, aussi ravagé par la douleur que sa maison, enfin unique survivant d'un désastre, roi Lear.
Petya, grand, corpulent, grand buveur de vodka, agoraphobe, psychologiquement handicapé (p. 65), est atteint d'un autisme à haut niveau de fonctionnement, et/ou syndrome d'Asperger : bavard, incapable de mentir, c'était un brillant causeur, certes, mais il était comme un décodeur bourré de programmes de débats télévisés qui n'arrêtait pas de changer de chaîne sans prévenir (p. 57), il avait le regard brillant et babillait comme un ruisseau (p. 58), le désespoir caché derrière son numéro, le désespoir d'un esprit incapable de se contrôler et qui sombre dans la caricature (p. 58). Il se perd et se trouve dans les jeux vidéo : consommateur compulsif, puis producteur compulsif à énorme succès (dont financier), et toujours amoureux d'Ubah.
Apu, boy, bel homme, souple, crâne rasé, explorateur de la ville, agoraphile glouton, doté d'une convoitise omnivore pour l'Amérique, peintre exceptionnellement doué, sobre artiste romantique et citadin libéré, flirtant avec tout ce qui était visionnaire bien que doué d'une vision claire permettant de voir les gens avec lucidité (p. 69). Cette créature magique, le charmeur, devient vite célèbre pour ses portraits, puis pour son agitprop au profit de Occupy Wall Street. Il s'éprend d’Ubah, une brillante causeuse, charismatique et presque incompréhensible tant elle parlait vite (p. 72), femme gracieuse et courtoise, rarement irresponsable (p. 76).
Dionysos, androgyne, autrefois appelé Mowgli par ses frères, sombre, souvent triste, élabora une forme d'élitisme nietzschéen pou justifier son isolement (p. 81), une sorte de Dorian Gray, élancé, agile ; presque efféminé (p. 81), le garçon de mon âge à l'humeur ténébreuse (p. 92). Il finit par rencontrer Riya : ils étaient enveloppés l'un dans l'autre et restaient généralement entre eux à l'écart (p. 92). Suivent différents épisodes de travestissement, et de transgenre.
René, jusque là, toute une vie passée dans l'espace de douze blocs (p. 34), est happé par cette famille, dont il fréquente tout à tour chaque membre : moi, leur Tintin apprivoisé (p. 92), Je le suivais à la trace comme son chien fidèle. Les femmes des milliardaires ne s'apercevaient pas de ma présence. C'était bien ainsi, l'invisibilité était un sort auquel j'étais habitué et que je préférais la plupart du temps (p. 92). Nous construisons tous nos remparts, n'est-ce pas, et peut-être ne savons-nous même pas contre quoi nous les érigeons ni quelle force viendra finalement les abattre et détruire nos petits rêves  (p. 81). Insomniaque, la tête pleine de scénario, et d'une communauté imaginaire, ses parents geeks lui fournissent les premières informations, objectives, sur les origines des Golden. Sa curiosité discrète, presque'accompagnée par le regard de Néron, l'amène à un scénario de récit sur les Golden, et à un scénario de film, qu'il finit par réaliser, en même temps qu'il participe à la campagne présidentielle de Batwoman, et devient un scénariste et réalisateur incontournable, avec sa compagne et égérie, Suchitra Roy.
Il est bon, il est méchant.

## Personnages
Les personnages importants se comptent sur les doigts des deux mains :
- Néron Julius Golden, au moins 70 ans (à son apparition dans le récit), le Cobra,
  - ses Golden Enterprises (et autres), (malgré un redouté Gary Green Gwynplaine (p. 185),
  - ses trois fils :
    - Petronius (hommage à Pétrone), alias Petro, Petron, Petya, 42 ans,
      - Murray Lett, son psychothérapeute hypnotiseur (p. 221), Australien attentionné,
      - sa chatte Leo (p. 312), le lynx des Alpes,

    - Lucius Apuleius (hommage à Apulée), alias Apu, 41 ans,
      - Ubah Tuur, somalienne, sculptrice sur métal, exposant chez Sottovoce,
        - Frankie Sottovoce, galeriste, à galerie vandalisée,

    - Dionysos (hommage à Dionysos), alias D., 22 ans, demi-frère, mon torturé (p. 171),
      - sa mère, anonyme, sans importance, disparue,
      - Ivy Manuel, ou Riya Zachariassen ou Riya Z, chanteuse, lesbienne, amoureuse, travaillant au Musée de l'Identité et pour Orlando Wolf,
      - son soutien psychologique personnel,
      - père, Carl Zachariassen, évadé provisoire avec Peter Coit, grâce à Francine Otis (p. 293),

    - l'épouse absente, anonyme, renommée Poppaea Sabina (p. 92), décédée à Bombay/Mumbai durant les attaques terroristes de 2008 au Taj Mahal Palace (p. 141),

  - Mlle Loulou,
- René Unterlinden, 25 ans (environ), narrateur, romancier, à projet cinématographique à long terme (scénariste, réalisateur), catholique,
  - fils unique de Gabe et Darcey Unterlinden, d'origine belge, universitaires, lettrés, anciens voyageurs, décédés dans un accident de voiture le week-end du Memorial Day 2011 sur la Long Island Expressway...
  - Suchitra Roy, puis Suchi Roy, amante impatiente (p. 205),
    - Mme George, drag-queen et voyante du premier, et Mme Run, propriétaire de l'appartement et du Run Run Trading,
- Vasilisa Arsenieva, la Russe, qui apparaît au réveillon 2010 (p. 90), 28 ans, supposée nanaï ou toungouse, brillante menteuse,
  - Masha, sa coach de fitness, blonde, lesbienne, potentielle actrice,
  - et sa mère (p. 234),
  - et son fils, Vespasien, Little Vespa (p. 287),
- la maison  Golden, anciennement Résidence Murray, sur Macdougal Street, domus aurea (p. 13),
  - les Jardins communs, entre Bleecker Street et Houston,
  - Ms Blather, intendante italo-américaine, et sa compagne, Ms Fuss,
  - Gonzalo, factotum,
  - Vito et Blanca Tagliabue, baron et baronne de Sélinonte, co-résidents,
  - Sandro Cookie Cucchi, Michael Mc Nally, etc.,
  - U Lnu Fnu, pseudonyme du successeur potentiel de U Thant, voisin,
  - Carlos Hurlinghame, alias Mr Arribista, riche Argentin du voisinage,
  - Mrs Stone (p. 169), voisine,
- Kinski, clochard, hobo, vociférateur, sans doute ancien militaire en Afghanistan,
- Mr Mastan (p. 261), inspecteur de police de Mumbai, de passage (en retraite) à la Maison Golden, 
  - Don Corleone (p. 262), ou Sultan Ameer, parrain de la mafia de Bombay,
  - Zamzama Alankar le Canon, parrain concurrent, et acolytes (Saloo Boot, Short Fingers, Big Head, Little Feet) de la Z-Company,
  - Mr Brown et son équipe de gardes du corps, à l'appartenance ambiguë.

## Événements évoqués
Les événements réels, réputés extérieurs à l'action et à la trame du récit, révèlent une participation active, assumée ou non, des personnages de la fiction :
- Première investiture de Barack Obama le mardi 20 janvier 2009,
- Occupy Wall Street (OWS, 2011), dans le Financial District (Manhattan), mouvement anti-banques et Nous sommes les 99 %,
- Scandale 2G spectrum (en) (2008), une embrouille dans le domaine des télécommunications (p. 137), en Inde,
- Attentats du 12 mars 1993 à Bombay,
- Attaques à Bombay du 26 au 29 novembre 2008,
- la nouvelle One World Trade Center,
- Patient Protection and Affordable Care Act ou Obamacare,
- Controverse du Gamergate (2014),
- Sanjay Gandhi (1946-1980),
- Dame Aung San Suu Kyi (1947-),
- la candidature à la présidentielle de 2012 de Mitt Romney (1947-),
- le Joker, alias Donald Trump (p. 272), candidat républicain à l'élection présidentielle de 2016, et vainqueur,
- Batwoman (p. 288), candidate démocrate à l'élection présidentielle de 2016,
- Attentat du 31 octobre 2017 à Manhattan (Halloween)